# Nacionalsindicalismo
El nacionalsindicalismo o falangismo  es una ideología fascista inspirada, según los jonsistas que crearon el término, en el sindicalismo revolucionario de Sorel y adaptada a las particularidades de la España de principios del siglo XX. De carácter antiparlamentario y contrario a los partidos políticos, defiende inicialmente un corporativismo basado en la idea del «Estado sindical», es decir, totalitario, y pasa a adoptar una idea de sindicalismo autogestionario aglutinador de empresarios y trabajadores al servicio de la nación. Se define anticapitalista y antimarxista, y destaca por su afán de unificar los conceptos de patria y justicia social, y su defensa del catolicismo no como religión oficial, sino como elemento característico e imprescindible para comprender la historia de España, contemplando la vía revolucionaria para alcanzar sus objetivos políticos. Por eso se habla de llevar a cabo la Revolución Nacional-Sindicalista.

## Historia
Su origen tiene lugar en el ámbito de las Juntas de Ofensiva Nacional-Sindicalista (JONS), una organización fascista formada por la unión del grupo reunido en torno al semanario La conquista del Estado (reflejo de su homónimo italiano La conquista dello Stato, editado por el fascista Curzio Malaparte), liderado por Ramiro Ledesma y las Juntas Castellanas de Actuación Hispánica de Onésimo Redondo. Tras la fusión de las JONS con la Falange Española de José Antonio Primo de Rivera, la doctrina es asumida por el nuevo partido. 
Durante la dictadura de Francisco Franco, el nacionalsindicalismo comienza siendo la cara visible del nuevo Estado, siendo poco a poco relegado en favor del conservadurismo tecnocrático propugnado por las jerarquías franquistas, a causa de la muerte de los fundadores de Falange en la guerra y de la disolución de la organización, por parte de Franco, con el Decreto de Unificación de abril de 1937. Comenzaría a perder peso en la política nacional desde que algunos antiguos falangistas integrados en el partido único (FET y de las JONS) fueron sustituidos en sus cargos por ministros vinculados al Opus Dei y de clara ideología liberal-conservadora, que dieron paso a políticas aperturistas (en 1955 España entra en la ONU, en 1959 se produce la visita de Dwight D. Eisenhower, etc.). En 1967, con la Ley Orgánica del Estado, el papel de partido único pasó a ser realizado por el Movimiento Nacional. Tras la muerte de Franco, en noviembre de 1975, y con la legalización de los partidos políticos, Falange Española de las JONS se reorganiza para llevar a cabo las ideas promulgadas por la formación originaria; pero su nombre quedaría vinculado al franquismo dada la utilización que de su simbología realizó este.

## Doctrina

Bandera del nacionalsindicalismo, inspirada en los colores tradicionales del anarcosindicalismo.

Su doctrina se basa en una concepción totalitaria (todos los españoles participarán en él a través de su función familiar, municipal y sindical) que aspira al establecimiento de una democracia participativa y directa para la cual es preciso realizar antes una labor de educación y revolución moral que capacite al pueblo para su éxito. Contraria al capitalismo liberal, defiende lo que sus teóricos denominan un "Estado sindical" en el que no hay cabida para los partidos políticos, afirmando superar así la tradicional división de corrientes ideológicas entre izquierdas (comunista, socialista o socialdemócrata) y derechas (conservadora o liberal).
La génesis de este movimiento se halla al principio de la década de 1930, periodo en el que el fascismo se extiende por diversos países de Europa. Sus bases ideológicas comienzan a sentarse un mes antes de proclamarse la Segunda República española con la aparición del semanario La conquista del Estado. Sus fundadores son un grupo liderado por Ramiro Ledesma que, admiradores del régimen fascista de Benito Mussolini en Italia, veían en esta ideología el medio para implantar un Estado totalitario en España. Ledesma lanzó la idea de un Estado sindicalista y totalitario de marcado carácter nacionalista. Para alcanzar sus fines se contempla el ejercicio de la violencia.

Tenemos dos fines supremos: subvertir el actual régimen masón, antiespañol, que ahoga la vitalidad de nuestro pueblo, hoy indefenso e inerme frente a la barbarie marxista. Imponer por la violencia la más rigurosa fidelidad al espíritu de la Patria.
Ramiro Ledesma en La conquista del Estado.

Otra característica del movimiento fue, y es, su exacerbado rechazo del comunismo.

Nuestro deber jonsista consiste en extraer de la situación de Alejandro Lerroux todas las consecuencias que resulten favorables para realizar con éxito un plan de acción directa contra los marxistas. […] Con las JONS, que presenten batalla violenta al marxismo en vez de que tengan que ser los agentes de la autoridad los que realicen actos punitivos.
Ramiro Ledesma, septiembre de 1933.

## El componente sindical
A estas características del nacionalsindicalismo se añade el soporte ideológico para conseguir estos fines: el sindicalismo. Las JONS escogieron para su bandera los mismos colores de la CNT, sindicato anarquista de clase, mayoritario en aquella época y totalmente enfrentado ideológicamente al nacionalsindicalismo. Una vez eliminado el Parlamento y prohibidos los partidos, el Estado sería vertebrado por un sindicato corporativista, el municipio y la familia. De este modo se pretendía acabar con la lucha de clases. 

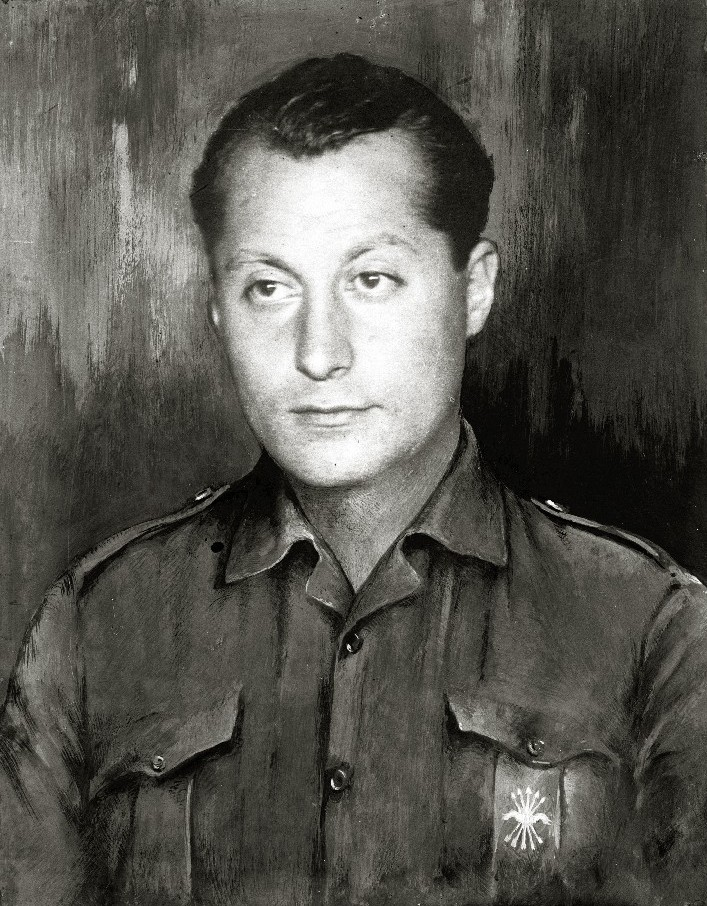
José Antonio Primo de Rivera, fundador de Falange Española en 1933 y uno de los arquitectos del nacional-sindicalismo.

Proclama un nacionalismo radical y extremista; su fundador, José Antonio Primo de Rivera, hablaba así de su país: "España es una unidad de destino en lo universal", considerando que la unidad de España no se justificaba por tener una lengua o raza en común, sino que su destino era el de unir lenguas, pueblos y razas universalmente; considerando a los nacionalismos periféricos como "el individualismo de los pueblos". 
En cuanto a la religión, el proyecto se define como católico y no clerical, defendiendo la separación Iglesia-Estado y posibilitando los apoyos que las instituciones católicas precisasen. 
En el plano económico, el nacionalsindicalismo propone un sistema totalitario que englobe a todos los agentes de la producción, trabajadores y patronos por igual, en una única estructura sindical corporativista, dividida por ramas. Propone, asimismo, la nacionalización de la banca y la de los grandes servicios públicos, poniendo la propiedad privada al servicio de los intereses nacionales.
Las JONS y, posteriormente, FE de las JONS, fueron las primeras organizaciones españolas que se declararon nacionalsindicalistas. Crearon un sindicato de estudiantes, el Sindicato Español Universitario (SEU), que logró una presencia nacional, e intentaron implantar, sin éxito, un sindicato de trabajadores, la Central Obrera Nacional-Sindicalista (CONS).

## El falangismo dentro del régimen franquista
El segundo Jefe Nacional de la Falange Española, Manuel Hedilla (1902-1970), se había opuesto a la fusión forzosa de FE-JONS con los tradicionalistas. Hedilla, que se había negado a unirse al consejo del nuevo partido y había intentado movilizar a sus seguidores, fue arrestado el 25 de abril de 1937, acusado de conspirar contra Franco y condenado a muerte. Sin embargo, su sentencia fue conmutada por cadena perpetua por consejo de Ramón Serrano Suñer, cuñado de Franco. Durante el régimen, Franco quiso servirse del nacionalsindicalismo como soporte ideológico y se rodeó de algunos dirigentes leales que antes habían pertenecido a la clausurada Falange Española de las JONS y quisieron continuar su política dentro del nuevo Estado franquista. No obstante, el resultado (un Sindicato Vertical al que obligatoriamente debían pertenecer todos los trabajadores y empresarios y el desarrollo de la llamada «democracia orgánica» en lugar de la «democracia participativa» que habían propugnado los falangistas) dejó a las claras que el sistema sólo tendría de aquella organización un nombre parecido y los símbolos, apropiados a la muerte de sus fundadores por el proclamado jefe del Estado.
Según manifestaba en 1965 el político Manuel Fraga, fundador de Alianza Popular (más tarde Partido Popular) y presidente de la Junta de Galicia, "el pensamiento nacionalsindicalista fue una de las grandes aportaciones de Falange Española al ideario nacional". José Antonio Primo de Rivera formuló estas bases de la idea nacionalsindicalista:

a) Superación de la lucha de clases. Considerando a cuantos contribuyen a la producción como interesados en una misma gran empresa común: Por lo mismo, el sindicato no será horizontal, de clase, sino vertical, al servicio de esa empresa común.
b) Garantía de un mínimo vital y humano al trabajador.
c) Garantía de su participación en la vida económica, social y política, a través de la Organización Sindical.
d) A su vez, el Estado se descargó en ella de múltiples cuestiones arbitrales, e incluso económicas, para concentrarse en su específica función política.
e) Organizar la vida económico-social sobre esta base corporativa, sobre ella (y las otras unidades naturales de convivencia, principalmente la familia y el municipio) se edificará la arquitectura representativa del Estado.
Estructura Política de España, Libro de Texto de la asignatura Formación del Espíritu Nacional

Para el desarrollo de esta doctrina fue creado en 1938 el Ministerio de Organización y Acción Sindical, cuyo titular fue el falangista Pedro González-Bueno y Bocos.
En 1939 la Secretaría General del Movimiento asume estas funciones, a través de la Delegación Nacional de Sindicatos, con independencia del Ministerio de Trabajo de España creado bajo el gobierno de Eduardo Dato, por Real Decreto de 8 de mayo de 1920. Este ministerio tenía por objeto llevar a cabo la política social del Estado:

Quedaba así bien centrado el Sindicato en su ámbito propio, entre la sociedad y el Estado, y no como una pieza burocrática de éste.
Estructura Política de España

En 1940, con la promulgación de las leyes de Unidad Sindical y de Bases de la Organización Sindical inicia su andadura la Organización Sindical. Aunque inicialmente se consigue la creación de la estructura necesaria para lograr la eficiencia de la actuación sindical, la oposición al proyecto fue muy fuerte, circunstancias que provocaron el cese del ministro, consecuencia de las discrepancias surgidas  en el seno del Consejo Nacional del Movimiento y la  alarma en sectores interesados en que en el sindicato no estuviesen integrados patronos, técnicos y obreros. No era para menos, la nueva legislación atribuía a los sindicatos tanto la representación y disciplina de todos los productores como la ordenación económico-social de la producción.
Este mismo año las JONS fue, por orden gubernativa, disuelta e integrada en la Organización Sindical Española.
El 29 de octubre de 1969, con la formación del duodécimo gobierno de la dictadura franquista, la Delegación Nacional de Sindicatos adquiere autonomía respecto de la Secretaría General del Movimiento y pasa a depender de un ministro sin cartera: Enrique García-Ramal.

De estas y otras disposiciones y de la práctica surgida en torno a ellas ha resultado la creación de la organización sindical más completa y poderosa que haya habido nunca en España, centrada en la idea de unidad, compatible con una gran 'elasticidad, para permitir el juego de los diversos intereses allí representados, y en una participación institucional en la vida política y administrativa .
Estructura Política de España

### Participación institucional
La representación sindical correspondía a un tercio de los ayuntamientos y un tercio de las Cortes Españolas.
El total de cargos sindicales electivos es de unos 300.000, de los cuales 200.000 correspondían al ámbito local, 88.000 al provincial y 12.000 al nacional.

## Actualidad
En la actualidad, apoyado y seguido por grupos falangistas, el nacionalsindicalismo está presente en algunas centrales sindicales con escasa o nula representación entre los trabajadores, principalmente la Unión Nacional de Trabajadores (UNT), sindicato vinculado a FE-JONS o el sindicato Trabajadores Nacional-Sindicalistas (TNS), vinculado a FE-La Falange. En otros países, principalmente en Hispanoamérica, también existen y existieron grupos muy minoritarios que se declaran nacionalsindicalistas o que se adhieren a su ideario político general. Entre ellos sobresale la Unión Nacional Sinarquista en México, el Movimiento Revolucionario Nacional Sindicalista MRNS de Chile, el Movimiento Nacionalista Tacuara en Argentina [cita requerida]o incluso una delegación de la FE de las JONS en Buenos Aires.